# Safety
Para la posición de fútbol americano véase Safety.

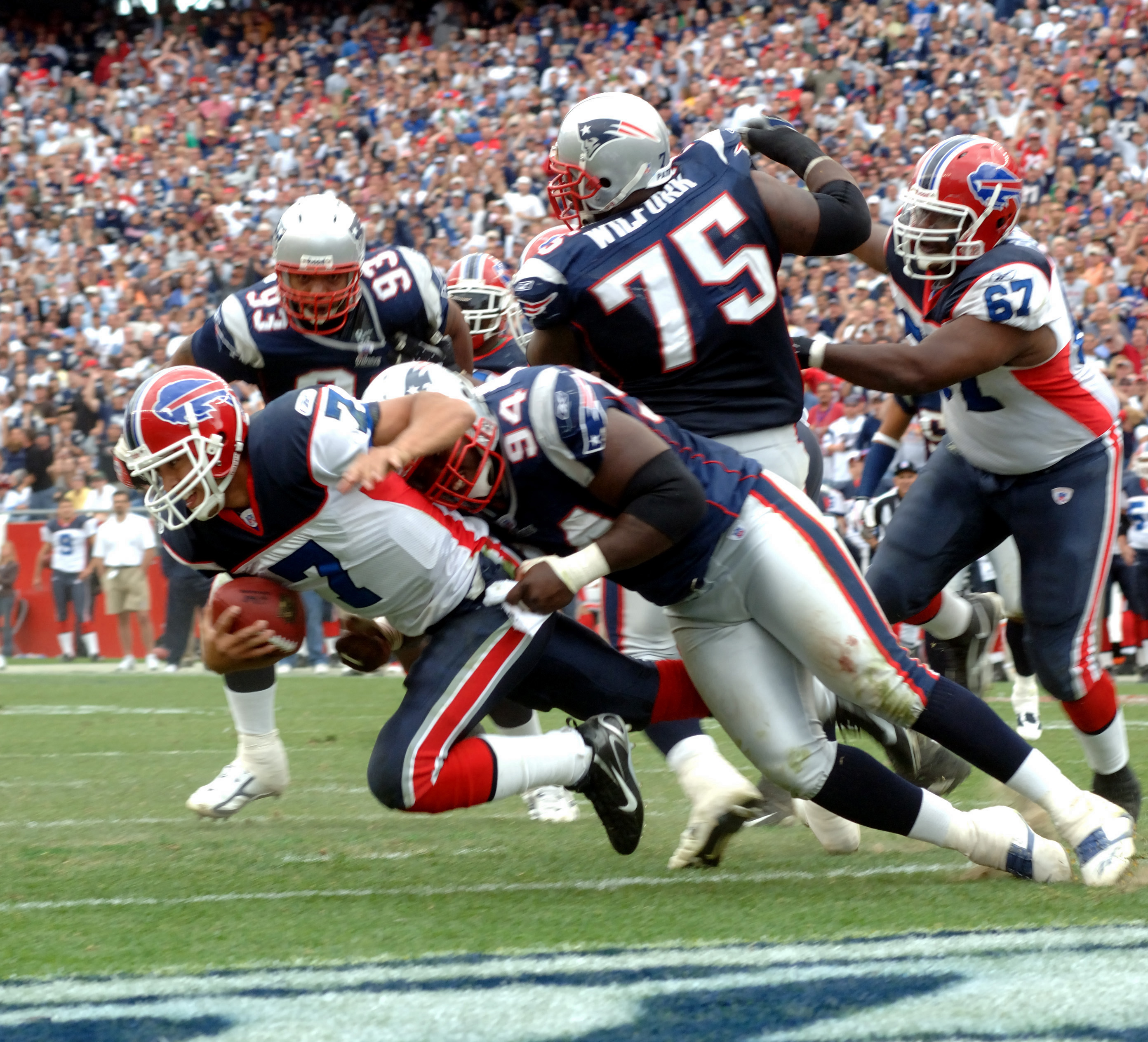
El liniero defensivo de los New England Patriots, Ty Law, taclea al mariscal de campo de los Buffalo Bills, J. P. Losman, por un safety.

Un safety (mal llamada a veces como "auto-anotación") es un tipo de anotación en fútbol americano y fútbol canadiense, cuyo valor es de dos puntos. En fútbol americano es el único modo de que un equipo que no tiene la posesión del balón anote puntos. Un safety puede ocurrir de muchas maneras, siendo la más común cuando un oponente en posesión del balón es placado dentro de su zona de anotación.

## ¿Cómo se produce?
Un safety sucede cuando un jugador defensivo derriba a un jugador ofensivo con la posesión del balón en su zona de anotación, el valor de esa jugada es de 2 puntos además el equipo que anotó recupera el balón ya que la patada de salida la hace el equipo que atacaba y sufrió el "safety". Normalmente este tipo de anotaciones se dan cuando dejan muy encerradas a las ofensivas por medio de una patada de despeje de esas que caen atrás de la yarda 10.
Se puede dar de varias formas. 
1.- Primeramente en una tackleada en la zona de anotación o un sack en la zona de anotación.
2.- Un mal centro sin posesión que salga por la zona de anotación.
3.- Por castigo de la ofensiva dentro de la zona de anotación, también se sanciona con safety.
4.- Poco común pero se ha dado, que un jugador lance un pase intencional (o a propósito) hacia atrás de la zona de gol, para no comprometer una buena posición del rival.

## Free kick
Después de un safety, el equipo que lo permitió tiene que realizar un kickoff para entregarle el balón al equipo contrario. Este kickoff es realizado desde su propia yarda 20 (en el fútbol americano) o la yarda 35 (en el fútbol canadiense). 